# Расторгуев, Феодосий Феодосьевич
Расторгуев Феодосий Феодосьевич (1902—1971) — генерал-майор.
Ленинградский городской военный комиссар в годы Великой Отечественной войны.

## Биография
Родился 21.06.1902 в Вологодская область, Тотемский район, д. Скребехово в семье крестьянина-бедняка.
Член ВКП(б) с 1920 года.
В 1921 году участвовал в ликвидации мятежа в Вельском уезде.
В РККА с 1922 года.
Окончил Тотемское приходское училище.
Начальник политотдела Ленинградского военного комиссариата с марта 1936 года.
Ленинградский городской военный комиссар(август 1938—1950).
Умер 9 марта 1971 г.
Похоронен на Богословском кладбище в Санкт-Петербурге.

### Звания и военная карьера
- генерал-майор (20.04.1945).
- военный комиссар Ленинграда (Ленинградский городской военный комиссар (август 1938—1945)).

### Награды
- Орден Ленина 30.04.1947 (Указ Президиума ВС СССР от 30.04.1947)
- Орден Красного Знамени 03.11.1944 (Указ Президиума ВС СССР от 03.11.1944 № 219/131) Информация о награждении
- Орден Красного Знамени 03.11.1953 (Указ Президиума ВС СССР от 03.11.1953 )
- Орден Отечественной войны I степени 24.06.1943 № 01128/н (Приказ войскам Ленинградского фронта) Информация о награждении
- Орден Отечественной войны I степени 22.07.1945 № 01191/н (Приказ войскам Ленинградского фронта) Подвига, информация по награждению
- Орден Красной Звезды 11.04.1940 (Указ Президиума ВС СССР от 11.04.1940)
- Медаль «За оборону Ленинграда» 22.12.1942 (Указ Президиума ВС СССР от 22.12.1942)
- Медаль «За победу над Германией в Великой Отечественной войне 1941—1945 гг.» (1945) (Указ Президиума ВС СССР от 09.05.1945)
- Юбилейная медаль: «ХХ лет РККА» (1938)
- Юбилейная медаль «30 лет Советской Армии и Флота» (1948)
- Юбилейная медаль «40 лет Вооружённых Сил СССР» (1957)